# Tatsuo Shimabuku
Tatsuo Shimabuku (del japonés: 島袋 龍夫 ‘Tatsuo Shimabukuro’) (Okinawa, Japón, 19 de septiembre de 1906 - 30 de mayo de 1975) fue el fundador del Isshin-ryū, un estilo de arte marcial.

## Vida

### Primeros años
Fue el primero de diez hijos nacidos en una familia de agricultores. Comenzó su estudio del karate con su tío cuando tenía 13 años. Más tarde, su tío lo envió a estudiar Shorin Ryu con Chotoku Kyan. Tatsuo tenía a su hermano Eizo Shimabuku (nacido en 1925), que también se destacó en las artes marciales. Eizo estudió con su hermano mayor bajo los mismos maestros: Chotoku Kyan, Choki Motobu, Chojun Miyagi y Shinken Taira. Aunque, mientras que Tatsuo se dedicó a crear su propio estilo de karate, Eizo ascendió rápidamente en las filas del Shorin Ryu.

### Entrenamiento
El 16 de enero de 1953, el Maestro Tatsuo Shimabuku dijo que comenzaría a enseñar un nuevo sistema de Karate Do que revolucionaría a Okinawa y posteriormente el resto del mundo, al cual llamaría Isshin Ryu (la vía de un corazón).
Isshin Ryu es un estilo relativamente nuevo desde que fue establecido como tal en 1954 por el Maestro Shimabuku. Pero es necesario señalar que Isshin Ryu está sustentado muy sólidamente en las bases y raíces de las más importantes artes tradicionales de Okinawa.
El Maestro Tatsuo era un innovador, pero también era el tradicionalista más realizado de su tiempo. Comprendía acabadamente los principios y técnicas del Karate y Kobudo de Okinawa. Aprendió de grandes Maestros de los sistemas más importantes de la isla. Fue alumno en el dojo del Maestro Kyan, que era un perfeccionista muy severo, uno de los Maestros más grandes del Shorin Ryu.
Con el Maestro Shogun Miyagi, quien era el Maestro más connotado del Naha Te (estilo de ejercicios respiratorios e isométricos que exigía un duro trabajo de fortalecimiento del cuerpo y mucha resistencia), fue el encargado de entregar a Maestro Shimabuku el desarrollo final del sistema que él crearía.
Del Maestro Motobu sin duda aprendió el duro camino del Bunkai (Kumite). Sensei Motobu era un instructor menos formal pero un combatiente indomable.
Con la guía de estos tres grandes Sensei Maestro Shimabuku desarrolla cualidades que se complementaron unas con otras. Además, con el entrenamiento adicional del Kobudo con los Maestros Taira Shinken y Moden Yabuki Tatsuo Shimabuku, se convirtió en uno de los Karatecas más formidable de sus tiempos.
Muchos son aún los alumnos que recuerdan y cuentan las proezas increíbles que Maestro Shimabuku hacia en su época de juventud. Tales como romper tablas con punta de dedos (nukite), clavar clavos en duros y gruesos maderos con el talón o la cabeza, entre otras pruebas.
El Maestro Shimabuko fue apodado "el hombre loco del campo", quizás por tantas proezas sobrehumanas o por las fuertes ideas innovadoras y renovadoras que él tenía de las Artes Marciales de esa época. Muchos fueron los problemas que él tuvo tanto en su familia como en el ámbito de la organización de karate conformada en esa época, debido a que no aceptaban sus ideas muy poco tradicionalistas y conservadoras.
El Maestro Tatsuo Shimabuku siendo un respetado miembro de la "All Okinawa Karate Association" en el año 1960, debió retirarse por las diferencias y dudas antes mencionadas.
Según él, en la vida nada era estático y esta era su creación. Decía que sus estudiantes para que manifestaran la oportunidad y se proyectaran a la realización interior debían tener una mente abierta y preparada en todo instante para enfrentar la vida. Pero además decía que cualquier cambio solo se acreditaba con un propósito muy serio y verdadero. Isshin Ryu tomó muchos años de duro proceso y aceptación, muchas tentativas técnicas y constantes modificaciones fueron esculpiendo lo que hoy se está desarrollando y expandiendo en todo el mundo.
Sólo un hombre como él podría ser el fundador de un estilo con una filosofía tan rica y poderosa.

## Instructor de la Marina de EE. UU.
En el año 1964, el Maestro Shimabuku fue contratado por la Marina de los Estados Unidos como único instructor de defensa personal de los soldados estadounidenses.
En el año 1967, el Maestro Shimabuku nombra como su representante personal a quien hoy es el actual líder de la mayor organización de Isshin Ryu en el mundo, el Maestro Angi Uezu.
Con el tiempo y su avanzada edad, Maestro Shimabuku no pudo ir cumpliendo con los múltiples compromisos que empezó a requerir el rápido crecimiento de Isshin Ryu en Okinawa, Estados Unidos y el resto del mundo. Por ese motivo, el Maestro Angi Uezu fue quien lo representaba en sus viajes, exhibiciones en EE. UU. y otros países del mundo.
La historia recuerda que Maestro Shimabuku tuvo un hijo, con el que mantuvo serios desacuerdos, desavenencias que Kichiro Shimabuku conservó posteriormente con su hermana y cuñado Angi Uezu.